# Abdellah Haidane
Abdellah Haidane (ur. 28 marca 1989) – włoski lekkoatleta specjalizujący się w biegach średnich i długich. Do 2012 roku reprezentował Maroko.
W 2012 zajął 9. miejsce w biegu na 1500 metrów podczas mistrzostw Europy w Helsinkach. Podczas halowych mistrzostw Starego Kontynentu w Göteborgu (2013) odpadł w eliminacjach biegu na 3000 metrów. Medalista mistrzostw Włoch.

## Osiągnięcia
| Rok  | Impreza                   | Miejsce  | Konkurencja         | Lokata     | Wynik   |
| ---- | ------------------------- | -------- | ------------------- | ---------- | ------- |
| 2012 | Mistrzostwa Europy        | Helsinki | bieg na 1500 metrów | 9. miejsce | 3:47,79 |
| 2013 | Halowe mistrzostwa Europy | Göteborg | bieg na 3000 metrów | eliminacje | 8:03,20 |

## Rekordy życiowe
- bieg na 800 metrów – 1:50,58 (2012)
- bieg na 1500 metrów (stadion) – 3:39,11 (2012)
- bieg na 1500 metrów (hala) – 3:40,21 (2012)
- bieg na 3000 metrów (stadion) – 7:47,34 (2014)
- bieg na 3000 metrów (hala) – 7:48,60 (2014)
- bieg na 5000 metrów – 13:37,32 (2014)